# Jeffrey Yohalem
Jeffrey Yohalem és el principal escriptor del joc Assassin's Creed: Brotherhood. Es va unir a Ubisoft Montreal on ha treballat amb els jocs: Tom Clancy's Rainbow Six Vegas 2 i Assassin's Creed II abans d'escriure Assassin's Creed: Brotherhood.
En el passat, va filmar i va dirigir el documental, Human Eaters, i va treballar per a The Daily Show amb Jon Stewart.
Guanyar el premi Writers Guild per la seva feina a Assassin's Creed: Brotherhood. També va ser nominat per a un Writers Guild i un premi BAFTA pel seu treball en Assassins Creed II.